# Летописец Переяславля Суздальского
Летописец Переяславля Суздальского (Летописец русских царей) — русская летопись, краткий летописец XV века, отражающий Владимирский летописный свод XIII века и другие летописи.

## Текстология
В рукописи памятник называется «Летописец русских царей». Название «Летописец Переяславля Суздальского» ему дал М. А. Оболенский. Историк обнаружил эту летопись в компилятивном виде в составе Архивского сборника конца XV века, найденного им в материалах Министерства иностранных дел. В 1851 году Оболенский опубликовал список. Текст является единственным полным списком Летописца и датируется второй половиной XV века. Позднее был найден небольшой отрывок Летописца в составе Никифировского сборника (из собрания Н. П. Никифорова), датируемый примерно тем же временем. По наблюдениям А. А. Шахматова, оба списка восходят к общему оригиналу.
Оболенский считал, что предшествующая летописцу часть сборника и сам памятник восходят к Хронографическому своду 60-х годов XIII века. По мнению А. А. Шахматова, Летописец Переяславля Суздальского и предшествующий ему «Летописец вскоре» патриарха Никифора представляют собой добавление, сделанное составителем Архивного сборника после Хронографа Архивского.
Представляет собой компиляцию. В его основе лежит «Временник великих царств» (по А. А. Шахматову) — летописно-хронографическая компиляция XIV века, Киевская летопись (возможно, Киевский Выдубицкий свод) и Переяславская летопись (известия 1102, 1111, 1138—1214 годов). Последняя восходит к Владимирскому летописному своду начала XIII века.

## Время и место создания
По мнению М. Н. Бережкова, Летописец создан в XV веке. Согласно А. А. Шахматову, Владимирский летописный свод создан между 1216 и 1219 годами.
А. С. Орлов предполагал западнорусское происхождение Летописца. К западнорусскому происхождению первой части летописи склонялся также Бережков. Основанием этого предположения являются языковые особенности текста, а также то обстоятельство, что в Архивском сборнике перед Летописцем помещён Хронограф 1262 года, а в Никифоровском сборнике за ним следует русско-литовская летопись. Однако источник не содержат практически никаких сведений о Галицко-Волынской Руси. Начиная с известий 1138 года Летописец излагает историю почти исключительно Владимиро-Суздальского княжества, а в части между 1132 и 1215 годами его содержание очень близко Лаврентьевской, Троицкой и Тверской летописям. Все эти источники восходят к владимиро-суздальским сводам конца XII — начала XIII веков.

## Состав и содержание
Летописец Переяславля Суздальского содержит текст «Повести временных лет», затем статьи 1137, 1143 годов и изложение событий 1138—1214 годов. В другом списке, в составе Никифировского сборника, текст обрывается на статье 907 года.
Летописец состоит из двух частей. Первую часть составляет обработка «Повести временных лет» Сильвестровской редакции с добавлением двух отрывков за 1137 и 1143 годы из Киевской летописи. Повесть в составе Летописца рассказывает о событиях с древнейших времен до 1110 года, но не имеет приписки Сильвестра. Вторую часть составляет собственно Летописец Переяславля Суздальского, охватывающий период русской истории с 1138 по 1214 годы.
«Повесть временных лет» в составе Летописца существенно сокращена и имеет многочисленные пропуски  и ошибки. Отдельные сюжетные линии (например, борьба с половцами) были пропущены почти целиком. Сильнее всего сокращена концовка Повести. Статьи за 1091—1108 годы отсутствуют полностью.
Начиная с известий 1138 года основное внимание летописи сосредоточено на Владимиро-Суздальского княжестве. В этой второй части Летописца, как и в первой, компиляция материала носит выборочный характер. Включены почти исключительно известия, упоминающие либо непосредственно великих владимиро-суздальских князей, либо других представителей правящей суздальской династии. Наиболее полно сохранились рассказы о борьбе Юрия Долгорукого за Киев (1149—1154) и о междоусобной войне сыновей и племянников Юрия за власть в Суздальской земле после смерти Андрея Боголюбского (1174—1176). После 1157 года излагаются в основном события на Северо-Востоке Руси, количество известий об общерусских событиях резко сокращается.

## Значение
Летописец Переяславля Суздальского занимает особое место как источник по истории междоусобной войны сыновей Всеволода Большое Гнездо за власть на Северо-Востоке Руси в 1212—1213 годах. Известия об этом периоде чрезвычайно подробны и содержат множество важных деталей, отсутствующих в других летописях.

## Издания
- Летописец русских царей // В кн.: Оболенский М. А. Супрасльская рукопись, содержащая Новгородскую и Киевскую сокращенные летописи. — М., 1836. — С. 161—172;
- Летописец Переяславля Суздальского / Изд. М. А. Оболенским // Временник Общества истории и древностей российских. — 1851. — Кн. 9, отд. II (отд. издание: Летописец Переяславля Суздальского, составленный в начале XIII в. (между 1214—1219 гг.) / Изд. М. Оболенским. — М., 1851;
- Русские летописи: I. Летописец патриарха Никифора. II. Летописец Переяславля Суздальского. III. Хроника русская (Летописец вкратце) проф. И. Даниловича / По рукописи, принадл. Н. П. Никифорову, с предисл. Сергея Белокурова. — Чтения в Обществе истории и древностей российских. — 1898. — Кн. 4. — С. V—IX, 7—17;
- Полное собрание русских летописей. Т. 41 : Летописец Переяславля Суздальского (Летописец русских царей) / Сост. С. Н. Кистерев, Б. М. Клосс, Л. А. Тимошина, И. А. Тихонюк. М. : Археографический центр, 1995. — 184 с.
- Инков А. А. Летописец Переяславля Суздальского : предисловие, перевод, комментарий. — М. : Изд-во Моск. гуманит. ун-та, 2016. — 296 с.